# 郭超人

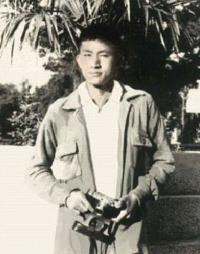
大学时的郭超人

郭超人（1934年10月31日—2000年6月15日），原名本玉，曾名蓝汀，男，湖北广济人，中国记者。

## 生平
郭超人是湖北省广济县（现武穴市）花桥镇塘角村人早年毕业于北京大学中文系新闻专业，后担任新华社陕西分社记者。1983年，任新华社总社秘书长。次年升任新华社副社长。1992年11月至2000年6月任新华社社长。
中共十三届、十四届、十五届中央委员。
2000年6月15日因病逝世。